# Бережанський замок
Бережа́нський за́мок — пам'ятка оборонної архітектури в м. Бережани Тернопільської області (Галичина).
Збудований коштом родини Синявських у 16-18 ст. Замковий костел Святої Трійці (1554) — родова усипальниця Синявських.

## Початки
Одним з найдавніших зображень замку є план 1755 року капітана де Пірха. На його основі польський історик Казімєж Куснєж (пол. Kazimierz Kusnierz) висловив здогадку, що твердиню в Бережанах почали будувати попередні власники поселення: Цебровські, Бучацькі або Угновські (Уньовські).

## Східний Вавель на землях України

Система фортифікацій замку на панорамі Качора І. В.

Бережанський замок (1554), іменований «Східним Вавелем», вважають найвизначнішою захисною спорудою епохи Ренесансу.
Обширна територія, що нині міститься в межах міського парку, обгороджена кам'яним муром.
На відміну від інших твердинь, Бережанський замок постав не на високій горі, а в глибокій заболоченій річковій долині на острові, утвореному двома рукавами річки Золота Липа. Цей замок створено не як військово-оборонну, а як оборонно-житлову споруду.

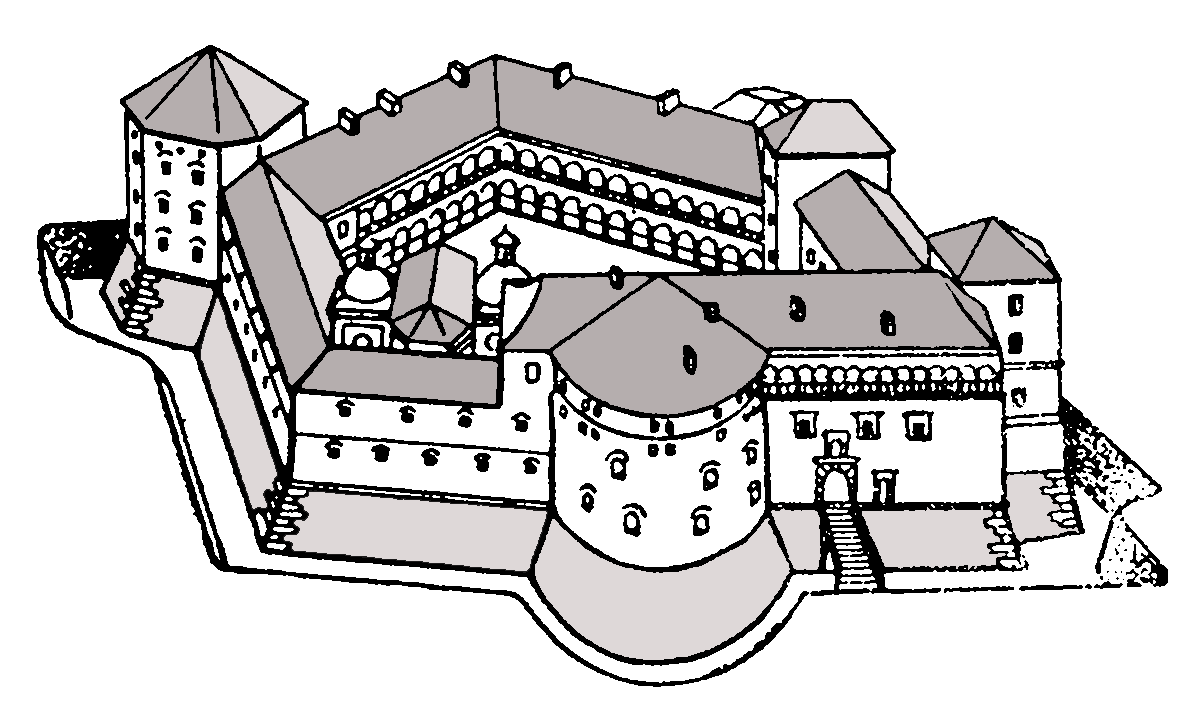
Реконструкція зовнішнього вигляду Бережанського замку

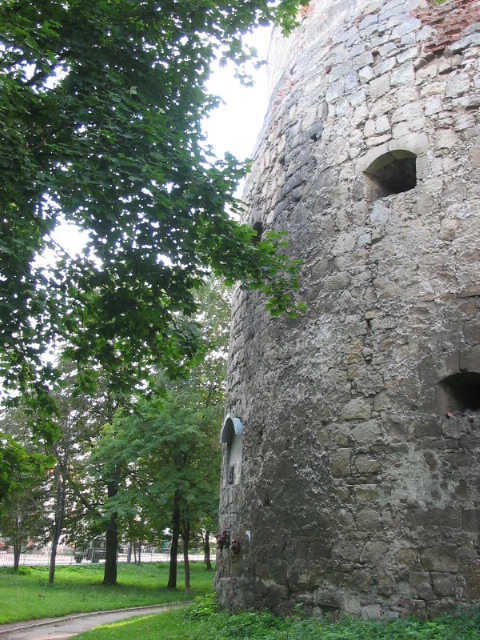
Бережанський замок (2004)

1570 року замок був додатково розбудований і зміцнений.
У 1619—1622 роках італійські архітектори перебудували замок за новоголландською системою, розробленою Ґійомом Л. де Бопланом. Навколо замкових валів заклали додаткові бастіонні фортифікаційні укріплення. Було зведено 4 бастіони. В'їзд до замку влаштовано через равелін. Підступи до замкових укріплень були захищені водою.
Замок мав форму п'ятикутника з 4 оборонними вежами (три з них збереглися дотепер). За периметром замку йшли не оборонні мури, а житлові будинки.
До замку вела оздоблена кам'яною різьбою в'їзна брама з перекидним ланцюговим мостом.
Внутрішнє подвір'я було влаштоване у формі італійського палаццо.
1620 року татарські чамбули, що снували в околицях Бережан, навіть не наважились штурмувати міські укріплення.
У 17 ст. у східній частині замку збудували палац, який за пишне оздоблення порівнювали з краківським Вавелем.
У 18 столітті замок був відомий своєю збіркою живопису, частини якої тепер зберігаються у різних музеях України.
Юліуш Словацький у своєму творі «Ян Білецький» писав:
| Бжежанський пан в околиці чарівній Оселю мав. Там поміж двох потоків Розкішний замок у красі предивній Каплиця й башти зводились високі. |

## Напис на південній брамі

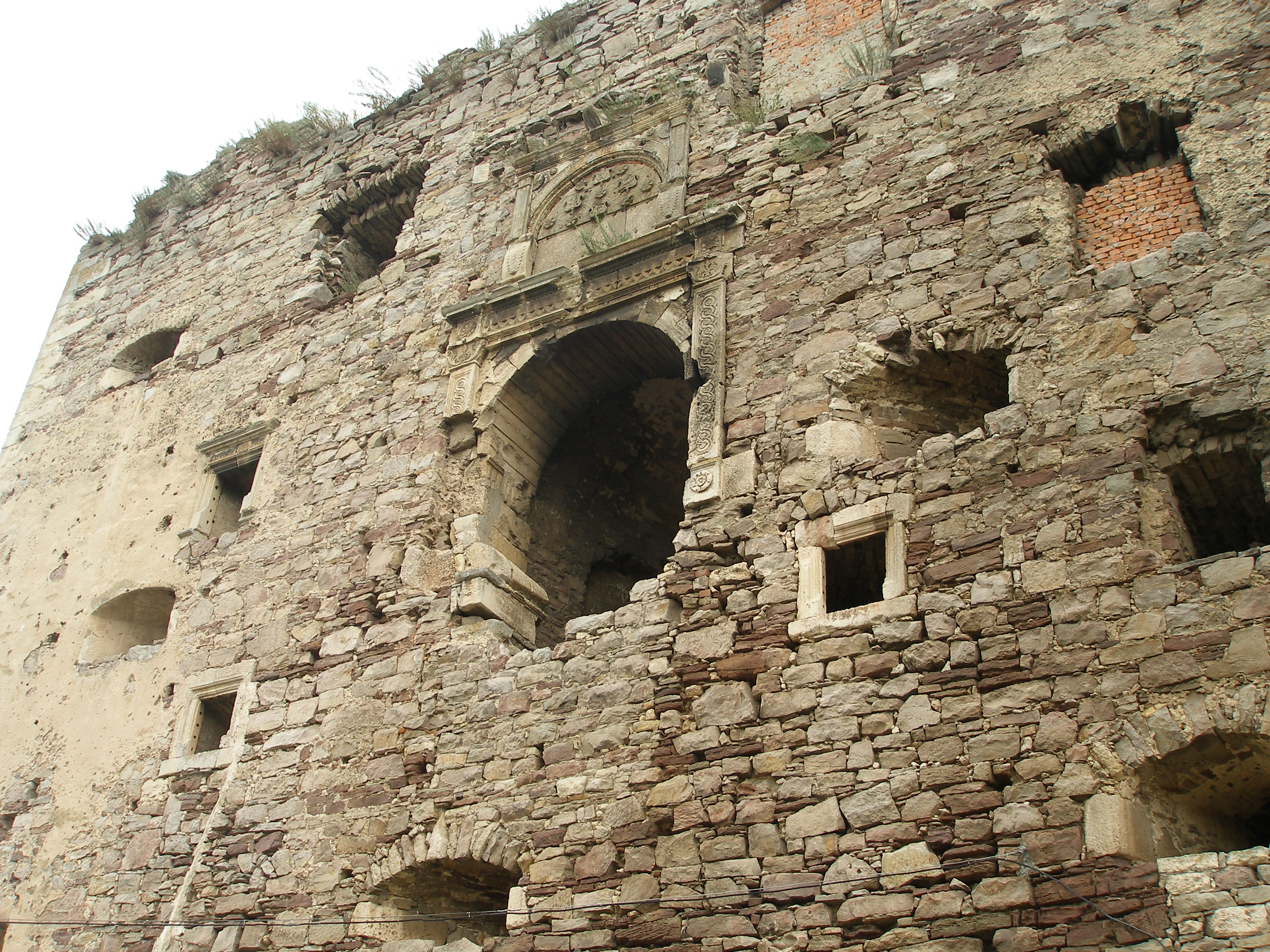
Портал з гербами, Язловецький замок

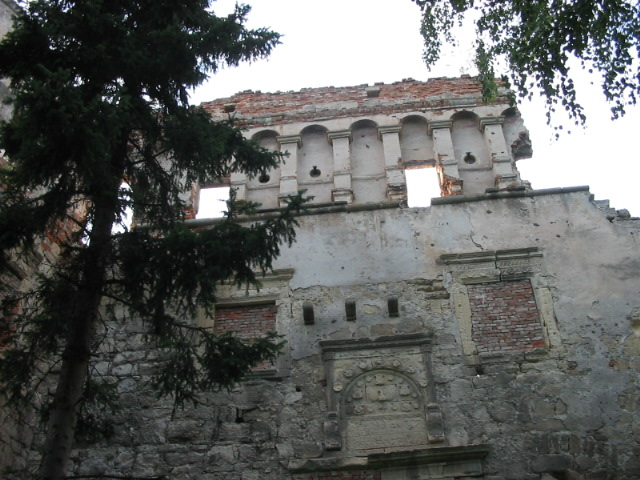
Портал з гербами, Бережанський замок

Над його південною брамою було написано: 
Magnificus Dominus Nicolaus a Sieniava Palatinus Terrarum Russiae Generalis Exercituum et Militum Campestristum Halicien, Colomien etc. Capitaneus Edificavit Arcem Praesentum de Lapidibus Sumptu et Impensis Suis Propriis in Honorem Deo Omnipotenti et ad Defensionem Fidelium Christianorum Anno D. 1554
Що перекладається як: «Вельможний пан Микола Синявський, воєвода Руський, гетьман війська, староста галицький та коломийський вибудував цей замок з тесаного каменю власним коштом на похвалу Всемогутньому Богові і на оборону вірних християн року 1554».
Необхідно відзначити, що манера оформлення білока'мяного порталу над в'їздом до замку схожа на відповідну у Язловецькому замку.

## Замковий костел з двома каплицями

Ян Пфістер. Ліплений декор надгробкової каплиці Адама Єроніма Синявського, бл. 1640 р. Бережани.

Як писав Богдан Лепкий, «…на замку прегарна, з тесаного каменю каплиця, з дорогоцінними пам'ятниками та саркофагами Синявських…».
Костел Святої Трійці споруджено коштом великого коронного гетьмана Миколая Синявського 1554 року в південно-західній частині замкового двору. Стильова еклектика залишила сліди і на ньому — як наслідок частих перебудов. З 1619 року, після смерті Адама Єронима Синявського, його дружина Катажина надала кошти для будівництва бічної каплиці, в якій влаштовано саркофаг Адама Єронима та (пізніше) саркофаги їх синів Миколая, Александра, Прокопа. Ці саркофаги виконані відомими тогочасними різьб'ярами, відповідно голландцем і німцем за походженням, Генріхом Горстом та Яном Пфістером. В 2-й пол. XVII ст. добудовано з північно-східного боку костьолу ще одну каплицю. Весь цей культовий комплекс акумулює в собі суміш трьох архітектурних стилів — готика і ренесанс з елементами бароко. Ідентична стилістика прослідковується у внутрішньому оформленні костьолу та щодо розміщених у ньому скульптурних пам'яток.
Доля будівлі органічно пов'язана з долею замку. Руйнація пам'ятки триває вже майже два століття. Спроби її реставрації у 1870-х рр. не дали бажаних результатів. Адже замковий костел в архітектурній своїй концепції невіддільний від всього комплексу, при реставрації тільки костьолу, без ідентичного впливу на замок, втрачається цілісна єдність цього архітектурного комплексу — стан укріплень не сприятиме позитивному історичному тлу, центральною спорудою якого буде костел.

## 20 століття

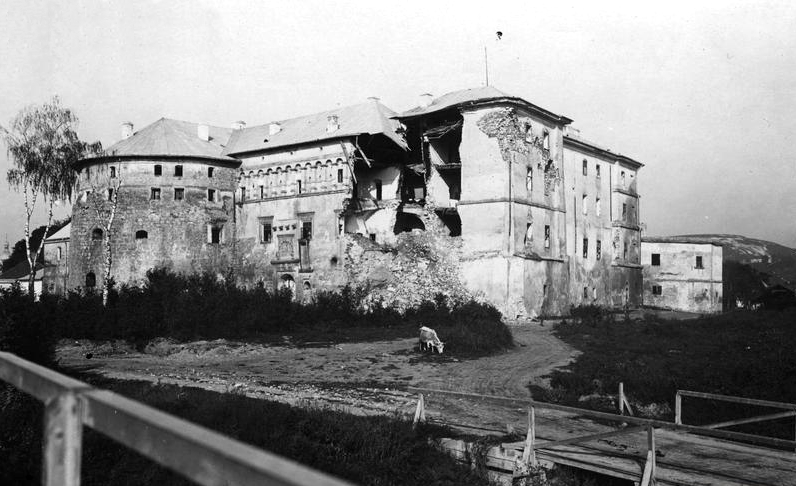
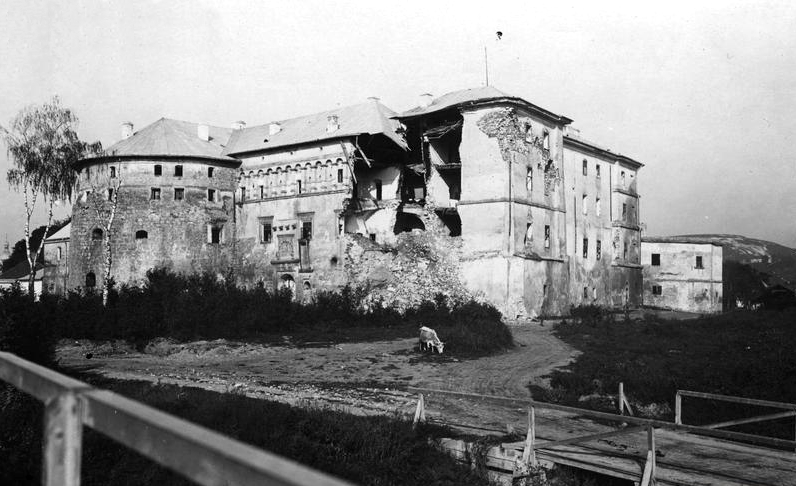
Фортеця у 1933 році
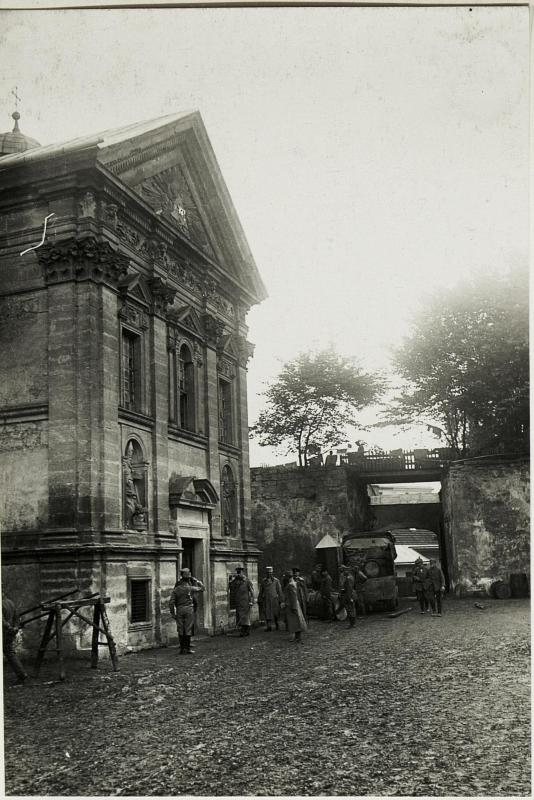
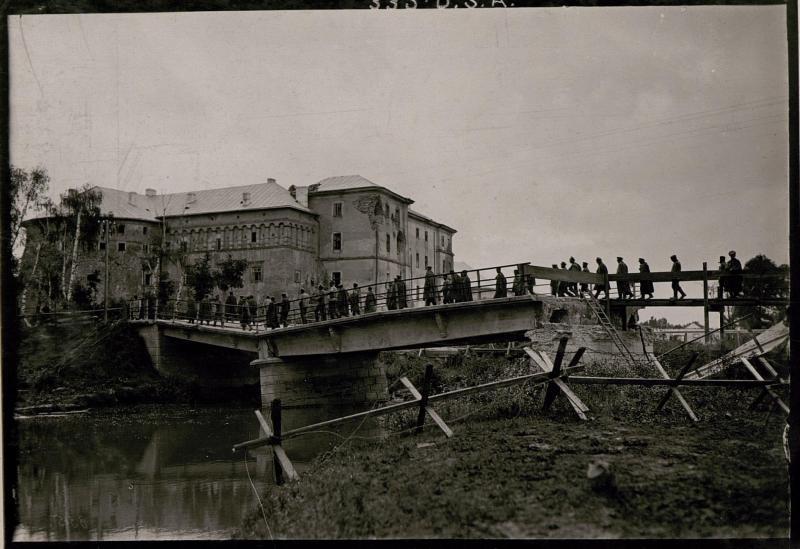
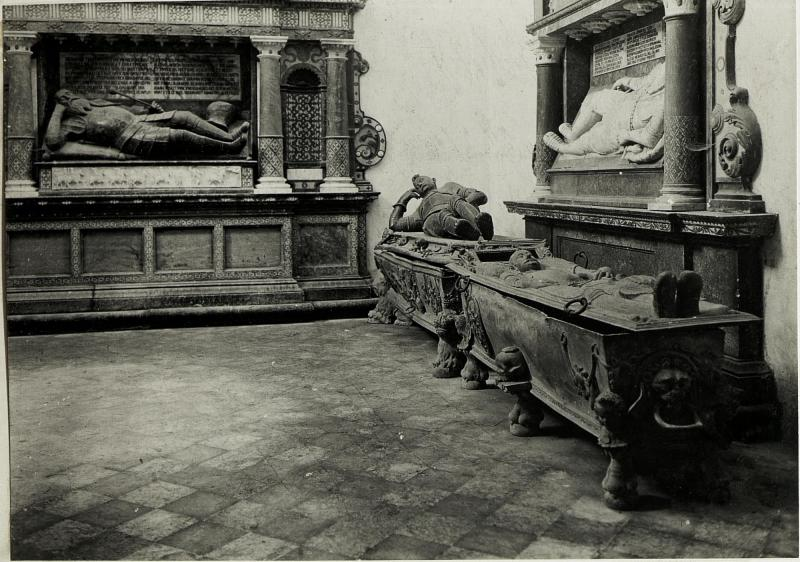
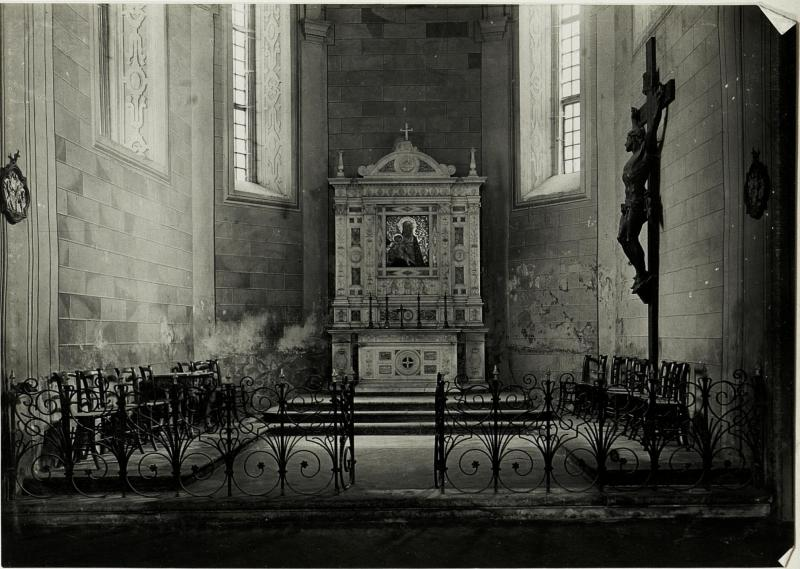
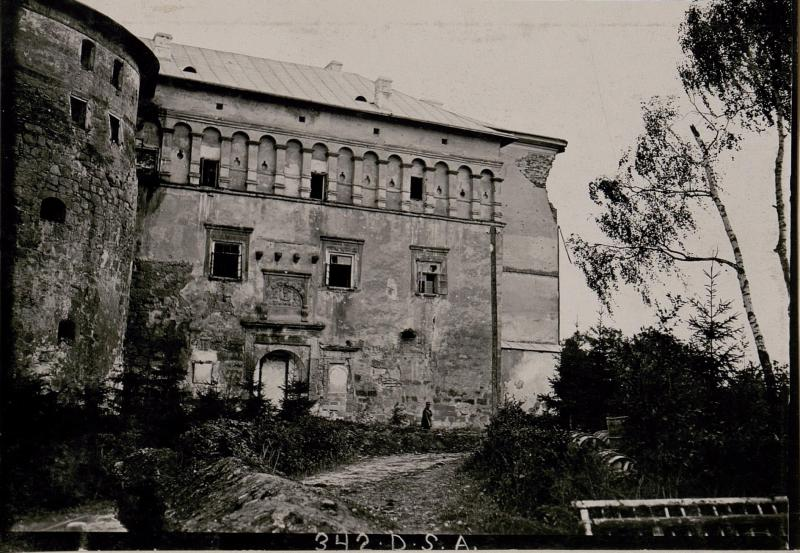

Бережанський замок після завершення бойових дій Першої світової війни справляв враження майже цілковитої руїни.
22 — 23 грудня 1918 року в Бережанському замку — Ставці НКГА — відбулась державна нарада за участи Президента Є. Петрушевича, державного секретаря Д. Вітовського, генерала М. Омеляновича-Павленка, командирів груп УГА Г. Коссака, О. Букшованого, О. Микитки, А. Бізанца, А. Кравса та інших; розглядали план подальшого ведення війни.
Власник замку та Фарного костелу Якуб Ксаверій Потоцький (нащадок Станіслава «Ревери», Станіслава Костки Потоцьких) вирішив не утримувати архітектурний комплекс власним коштом. 1921 року передав його в державну власність. Тож 1925 року замок перейшов на баланс Польської держави.
Було законсервовано замкові мури, проведено аматорські розкопки. Все це проводилося фактично під контролем командування 51-го піхотного полку прикордонних стрільців, дислокованого в Бережанах з грудня 1921 р. Не дивно, що 1933 року командиру полку полковнику Станіславу Бідацькому надали звання почесного громадянина Бережан.
Військове командування передбачало відновлення замку за його станом на 1775 рік. Але коштів бракувало, а потім плани обірвала Друга світова війна. Після вересня 1939 замок захопили підрозділи Червоної армії. Було пограбовано поховання у каплиці, понищено стрільбою мозаїку «Матір Божа» у головному вівтарі, який розібрали, знищено інтер'єри покоїв, надгробки. 1 липня 1941 при відступі було підірвано запаси амуніції, пороху у вежі, що призвело до руйнації значної частини замку. Руйнацію довершили 1946 підрозділи НКВД. Замкова каплиця опинилась без даху, стропил.

## Замок у добу незалежності України
Заклики до збереження та відновлення замку, а також реконструкційні пропозиції, на практиці втілені не були. З 1999 року Бережанський замок віднесено до переліку архітектурних об'єктів України, що підлягають відновленню. Але реальних дій наразі не було. Відновлювально-ремонтні роботи йдуть дуже повільно за браком коштів.
Внаслідок такої ситуації в травні 2011 р. частина замкового муру завалилася.
Починаючи з 2009 р., в червні відбувається Фестиваль Бережанського замку.

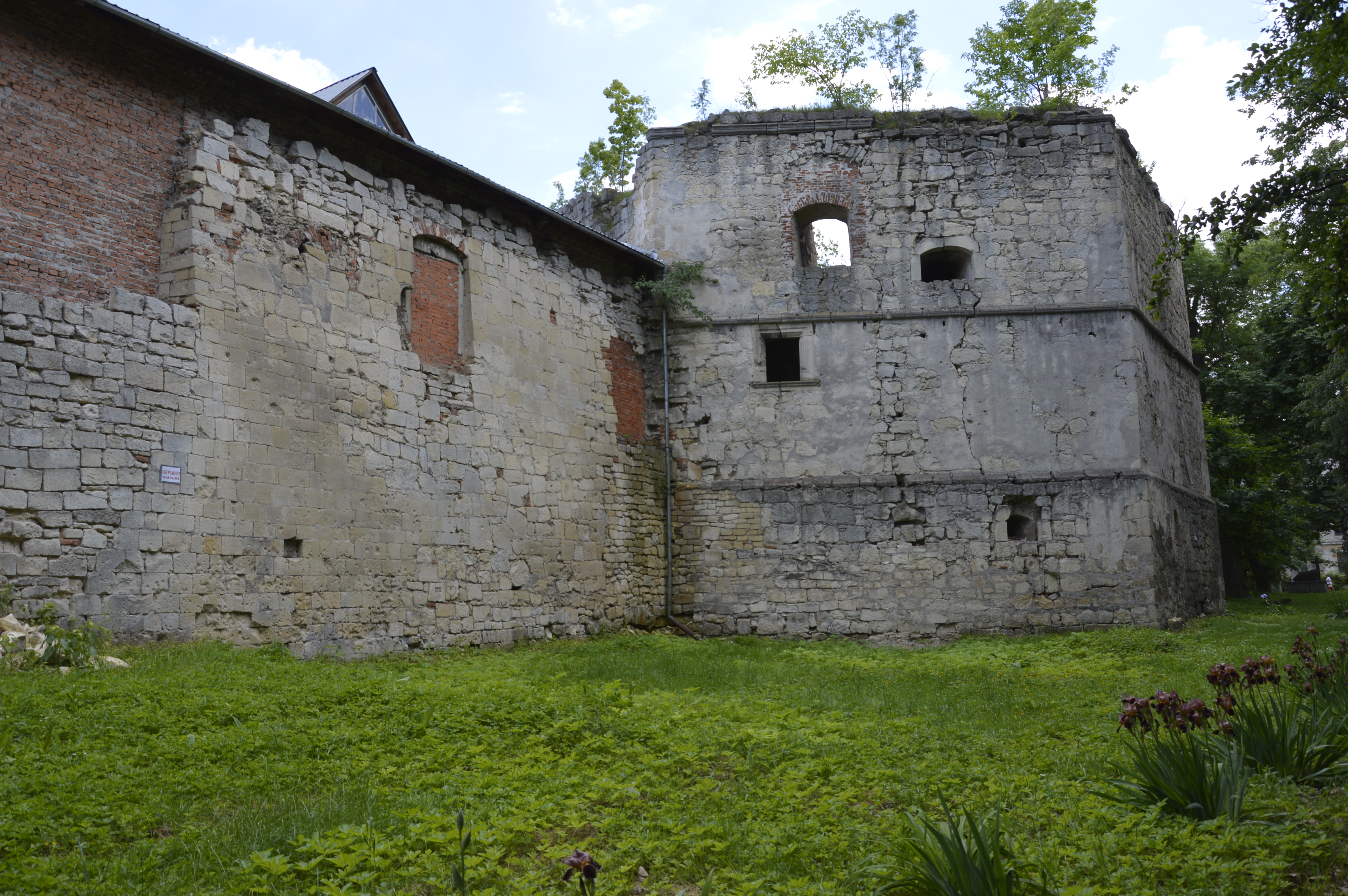
Бережанський замок
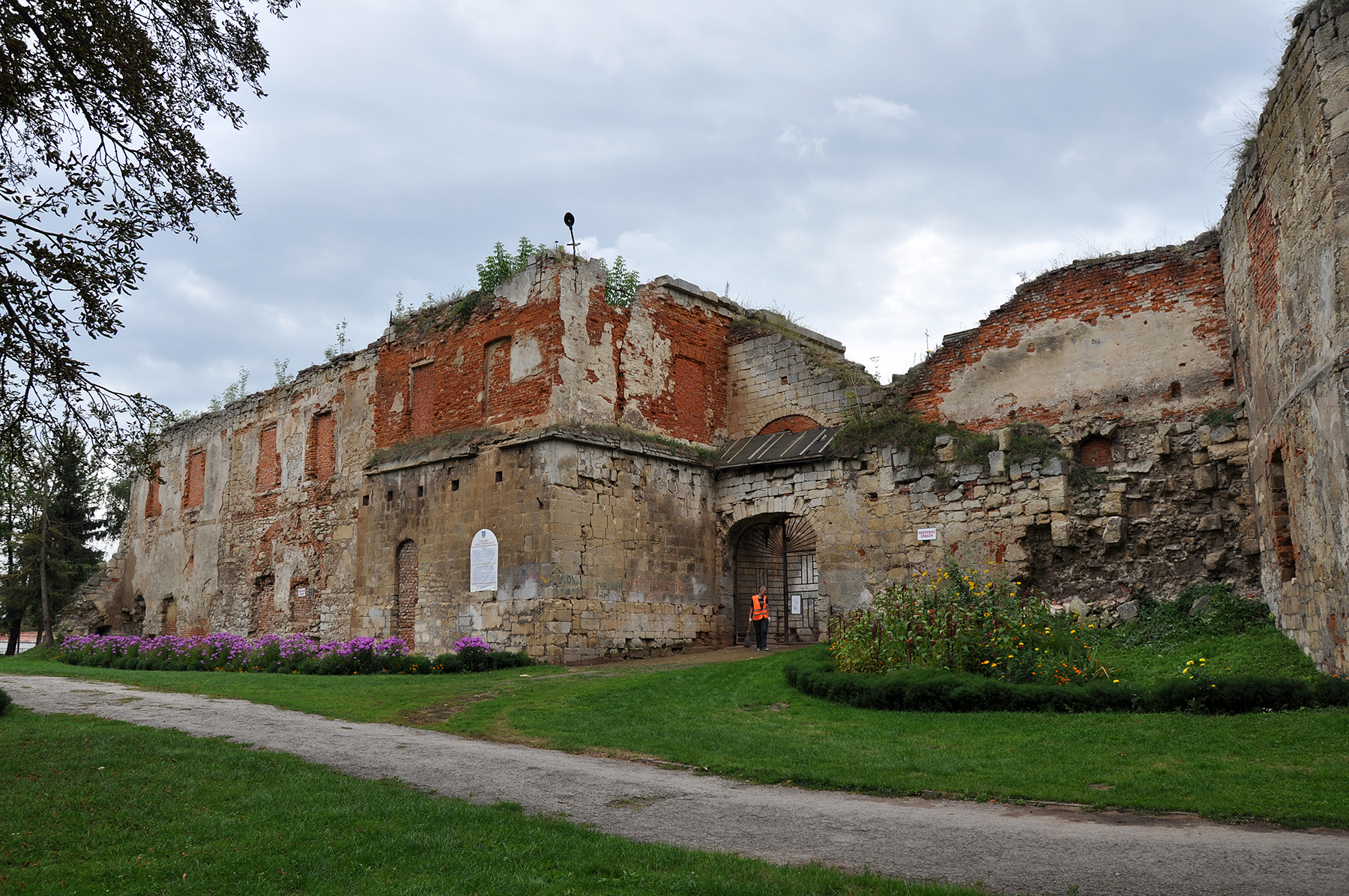
Бережанський замок
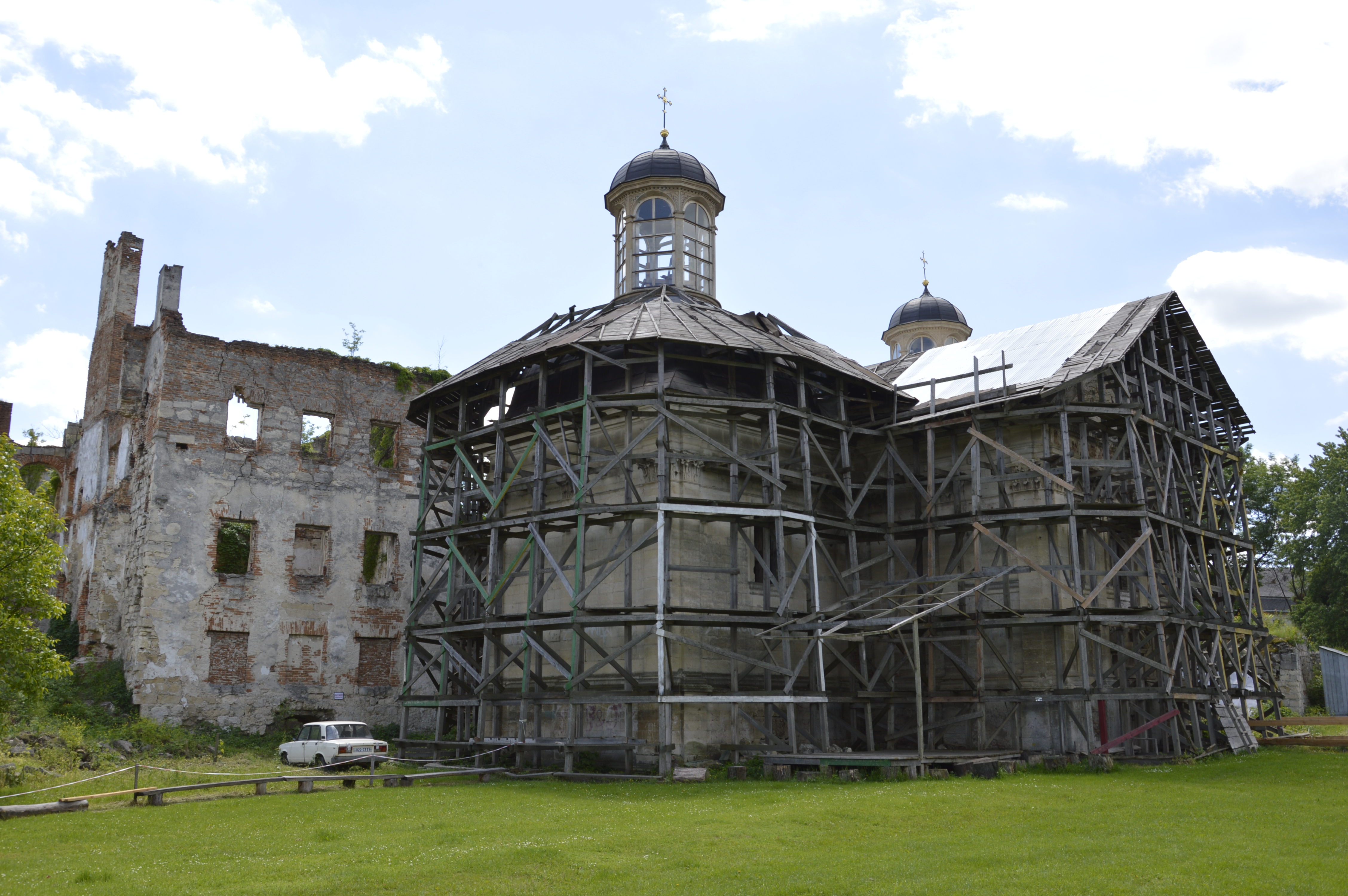
Реставрація костела Святої Троїці
Замкова каплиця та подвійний надгробок Миколи (вгорі) та Ієронима Синявських 2004 рік
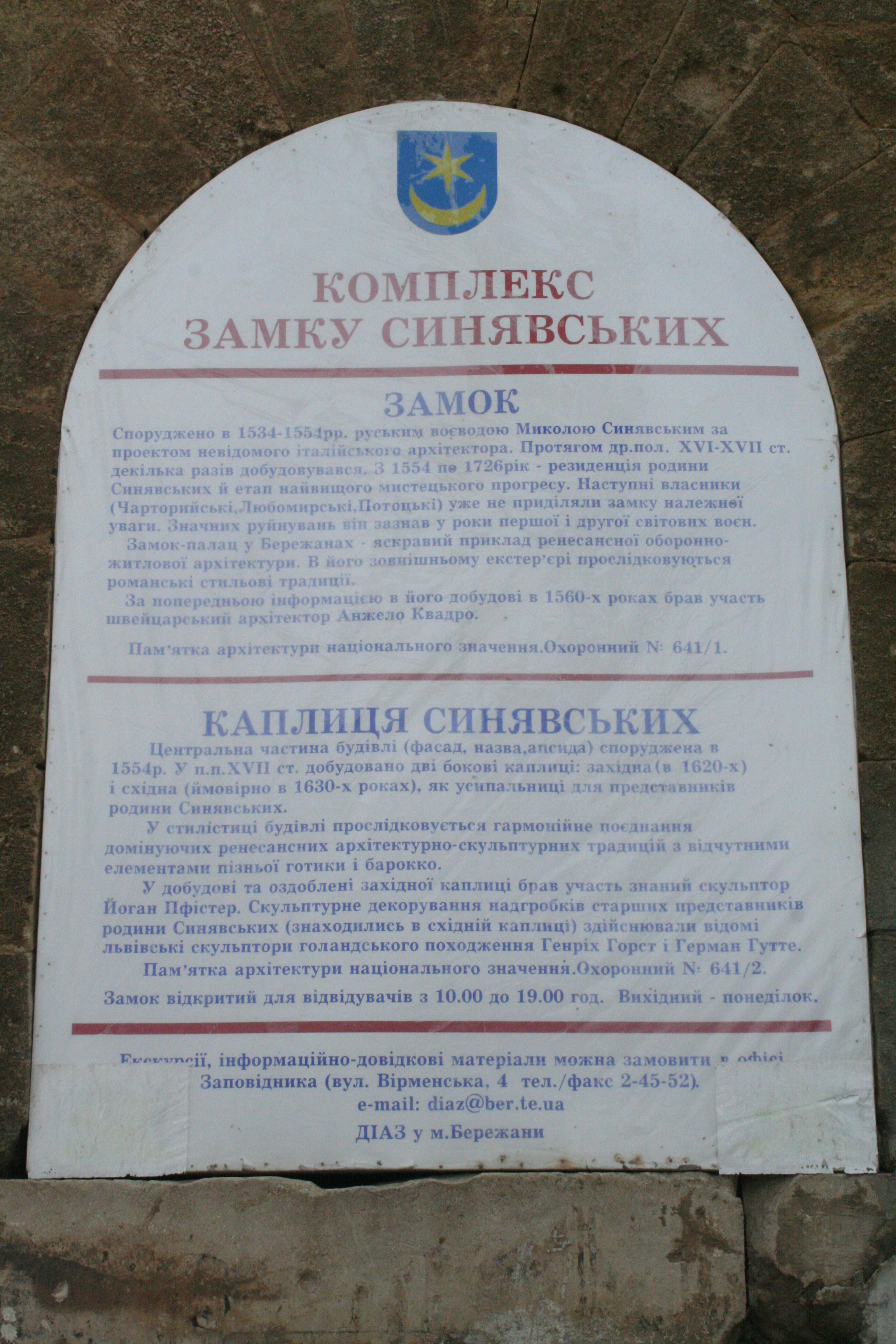
Табличка при брамі Бережанського замку
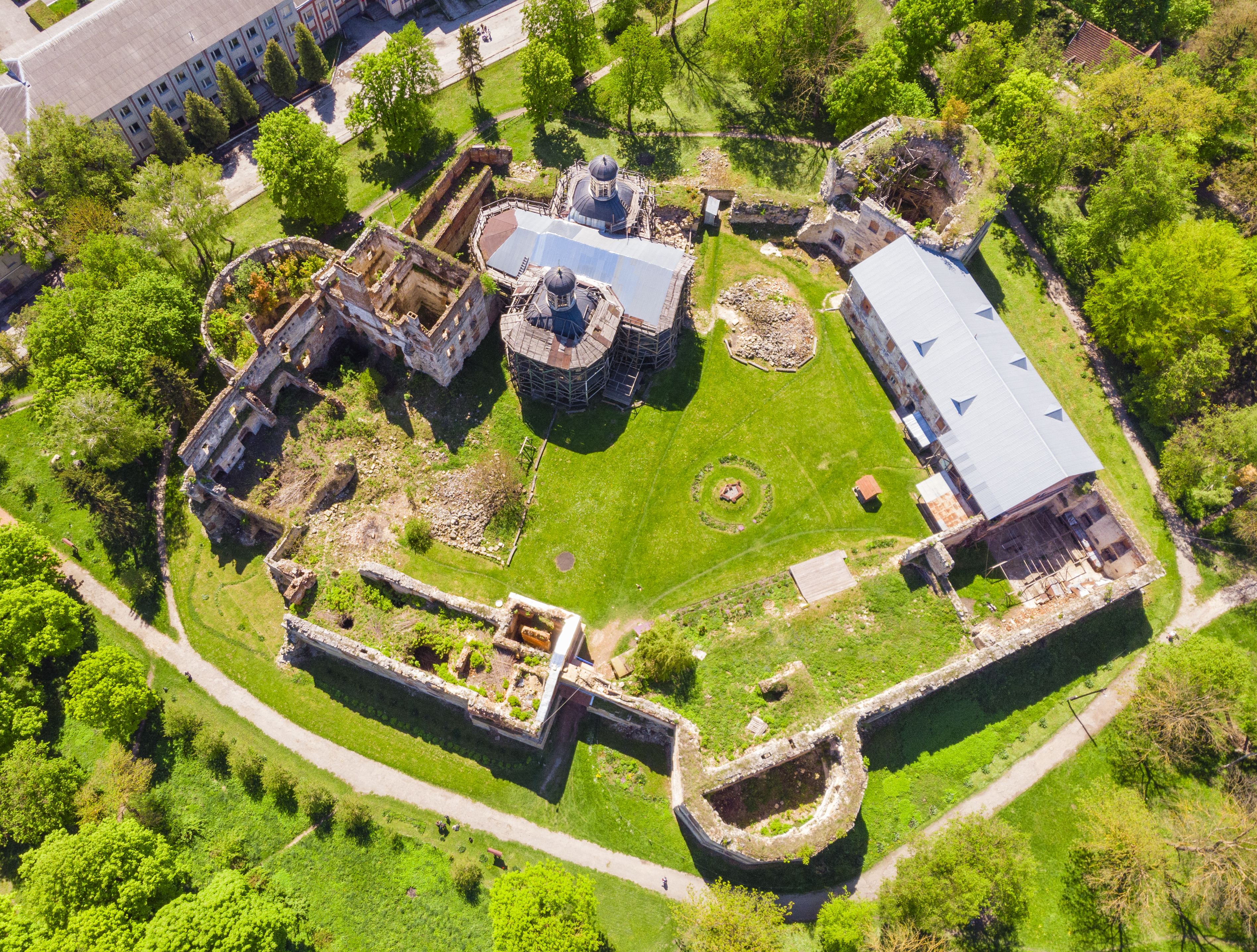
Вид на замок з висоти пташиного польоту